# دافيد غيبون
دافيد غيبون (بالإنجليزية: Dafydd Gibbon)‏ هو أستاذ جامعي بريطاني، ولد في 5 أبريل 1944 في هاليفاكس في المملكة المتحدة.